# FC Barcelona Bàsquet
FC Barcelona Bàsquet is de basketbalafdeling van de omni-sportvereniging FC Barcelona uit Barcelona, Spanje, opgericht op 24 augustus 1926. De vereniging is een van de meest succesvolste basketbalafdelingen van Spanje en ter wereld. FC Barcelona Bàsquet speelt in de Asociación de Clubs de Baloncesto (ACB). Ze spelen in het Palau Blaugrana dat een capaciteit heeft van 8.250 plaatsen. De grote rivaal van FC Barcelona Bàsquet is Real Madrid Baloncesto. Wedstrijden tussen beide teams staan bekend als de Superclásico.

## Naamgeving
- 1993–1997 FC Barcelona Banca Catalana
- 2004–2007 Winterthur FC Barcelona
- 2007–2008 AXA FC Barcelona
- 2008–2011 Regal FC Barcelona
- 2011–2013 FC Barcelona Regal
- 2013–2015 FC Barcelona
- 2015–2019 FC Barcelona Lassa

## Gewonnen prijzen

### Regionaal
- Copa Catalunya de Basquet (9): 1942, 1943, 1945, 1946, 1947, 1948, 1950, 1951, 1955
- Lliga Catalana de Basquet (22): 1981, 1982, 1983, 1984, 1985, 1986, 1990, 1994, 1996, 2001, 2002, 2005, 2010, 2011, 2012, 2013, 2014, 2015, 2016, 2017, 2018, 2020

### Nationaal
- Spaanse landstitel (20): 1959, 1981, 1983, 1987, 1988, 1989, 1990, 1995, 1996, 1997, 1999, 2001, 2003, 2004, 2009, 2011, 2012, 2014, 2021, 2023
- Copa del Rey de Baloncesto (27): 1943, 1945, 1946, 1947, 1949, 1950, 1959, 1978, 1979, 1980, 1981, 1982, 1983, 1987, 1988, 1991, 1994, 2001, 2003, 2007, 2010, 2011, 2013, 2018, 2019, 2021, 2022
- Spaanse Super Cup (6): 1987-88, 2004, 2009, 2010, 2011, 2015

### Internationaal
- EuroLeague (2): 2003, 2010
- European Cup Winners' Cup (2): 1985, 1986
- Korać Cup (2): 1987, 1999
- FIBA Europe SuperCup Men (3): 1983, 1986. 1986
- Intercontinental Cup (1): 1985
- Triple Crown (1): 2003

## Bekende (oud-)spelers

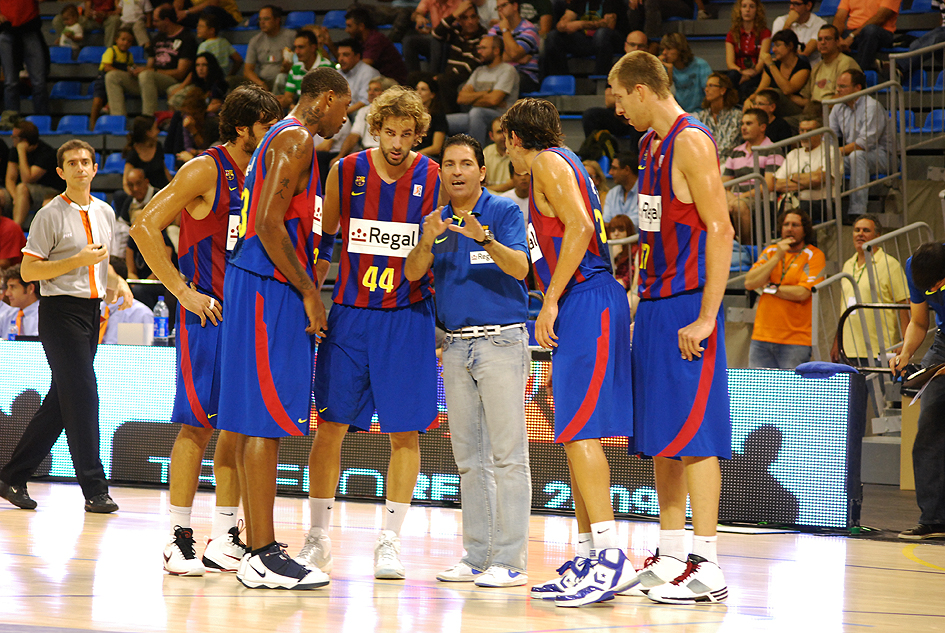
Het team van Barcelona in 2009

- Gianluca Basile
- Francisco Elson
- Marc Gasol
- Pau Gasol
- Michalis Kakiouzis
- Juan Carlos Navarro
- Ricky Rubio
- Artūras Karnišovas